# Phyllanthus fallax
Phyllanthus fallax är en emblikaväxtart som beskrevs av Johannes Müller Argoviensis. Phyllanthus fallax ingår i släktet Phyllanthus och familjen emblikaväxter. Inga underarter finns listade i Catalogue of Life.